# Škoda Felicia
Škoda Felicia (укр. Шкода Феліція) — автомобіль чеської компанії Škoda Auto. Випускався з 1994 по 2001 рік (універсал з 1995 по 2001). Стала першою моделлю Škoda Auto, яку вона випустила після входження до складу концерну Volkswagen AG. Назва Felicia було використано Шкодою не вперше. В 1960-ті так називався 2-х місний спортивний автомобіль. Феліція мала кілька модифікацій: 5-ти дверний універсал — Felicia Combi, фургон — Felicia Vanplus, пікап — Felicia Fun, Felicia Pickup. В 1998 році був проведений рестайлінг. У загальній складності було продано 1 416 939 автомобілів.

## Опис

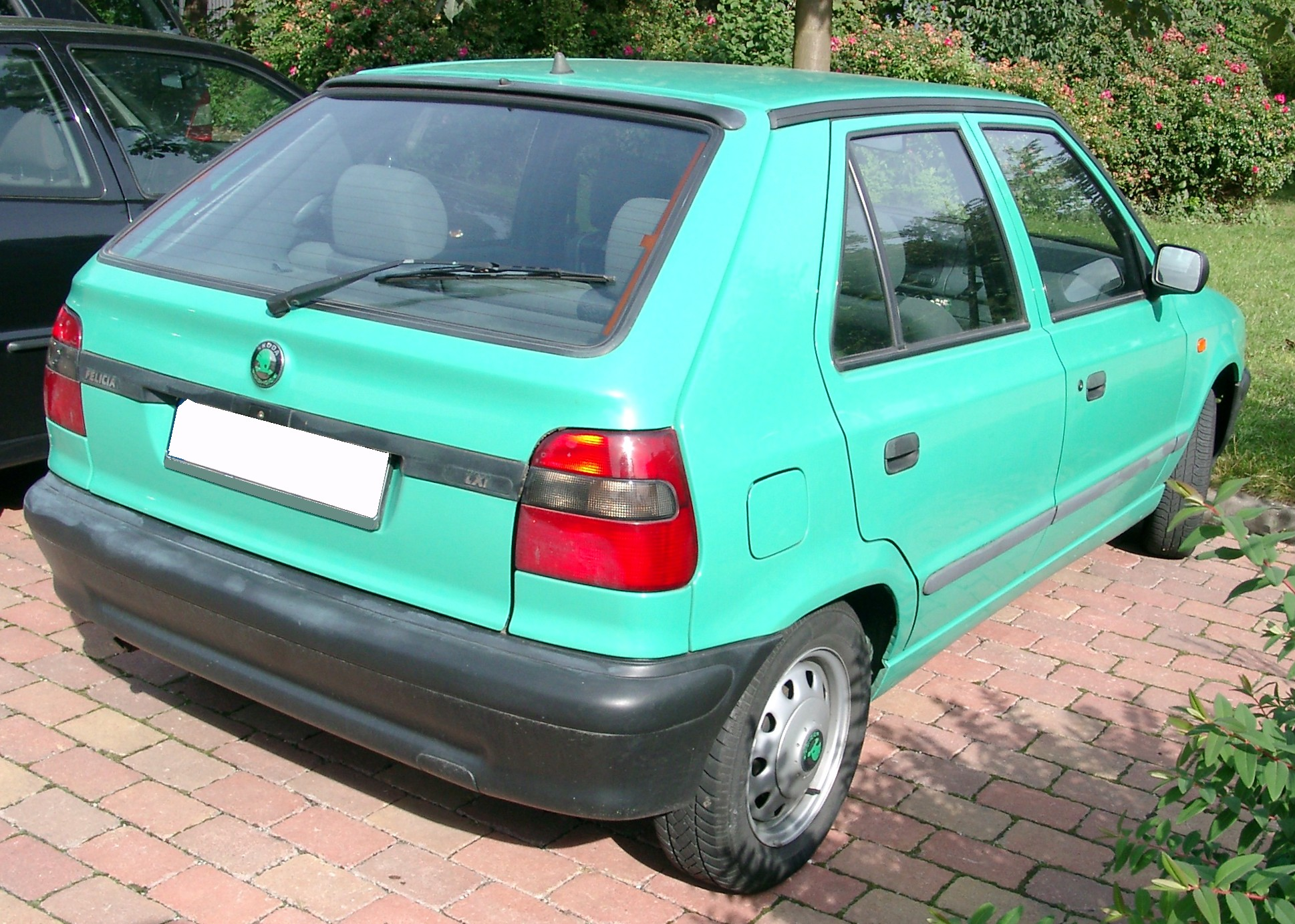
Škoda Felicia I (1994-1998)

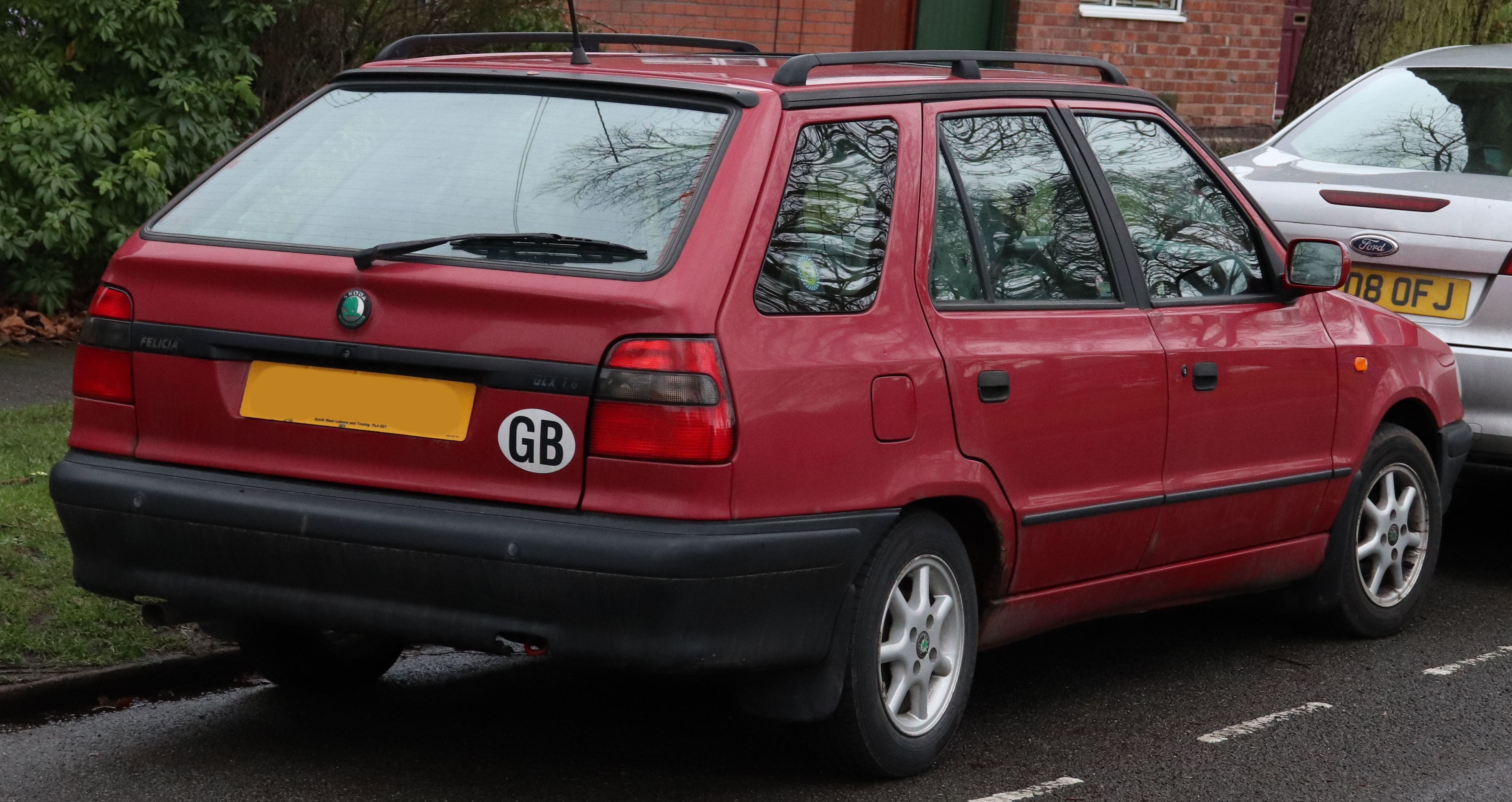
Škoda Felicia I Combi (1995-1998)

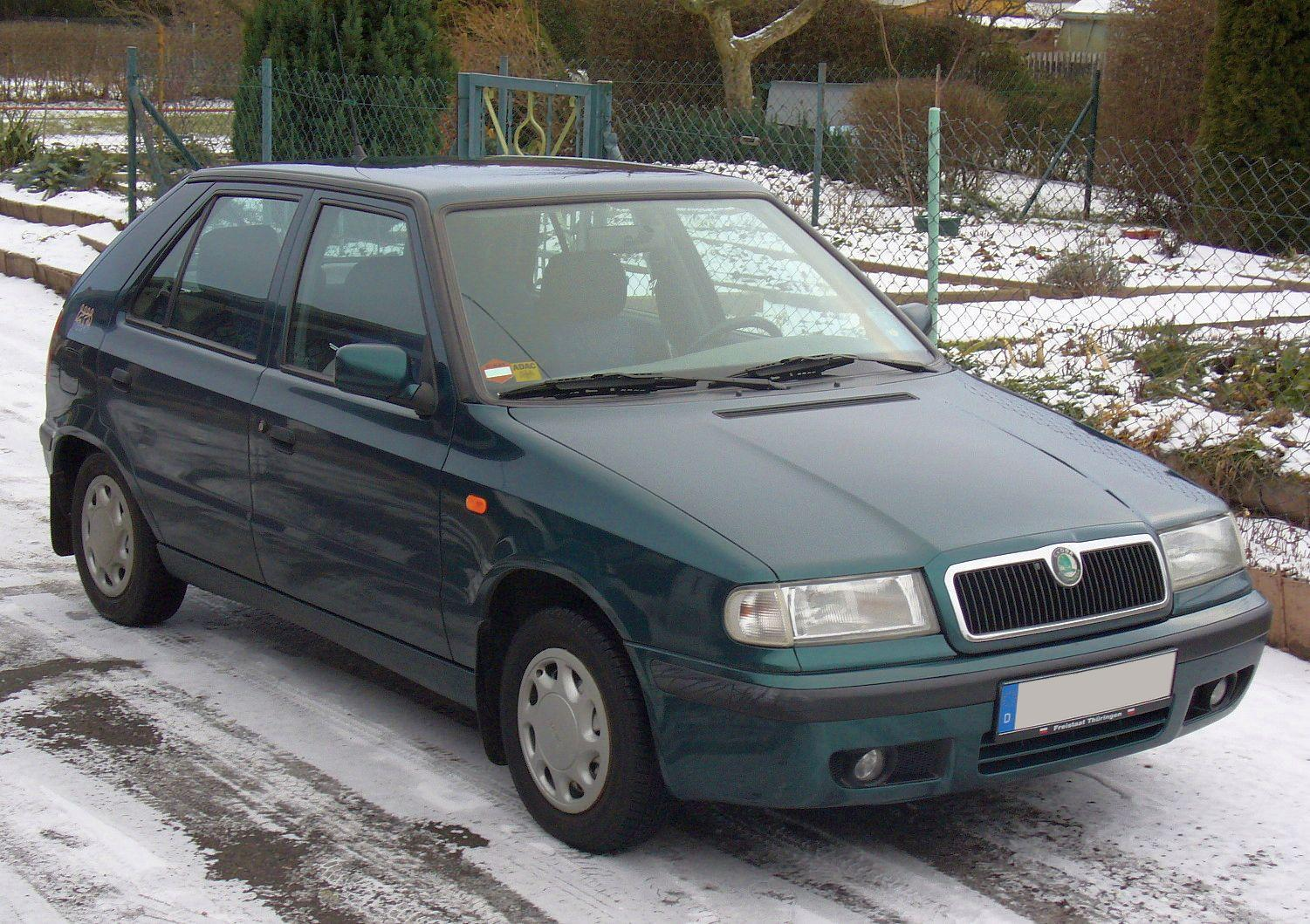
Škoda Felicia I (1998-2001)

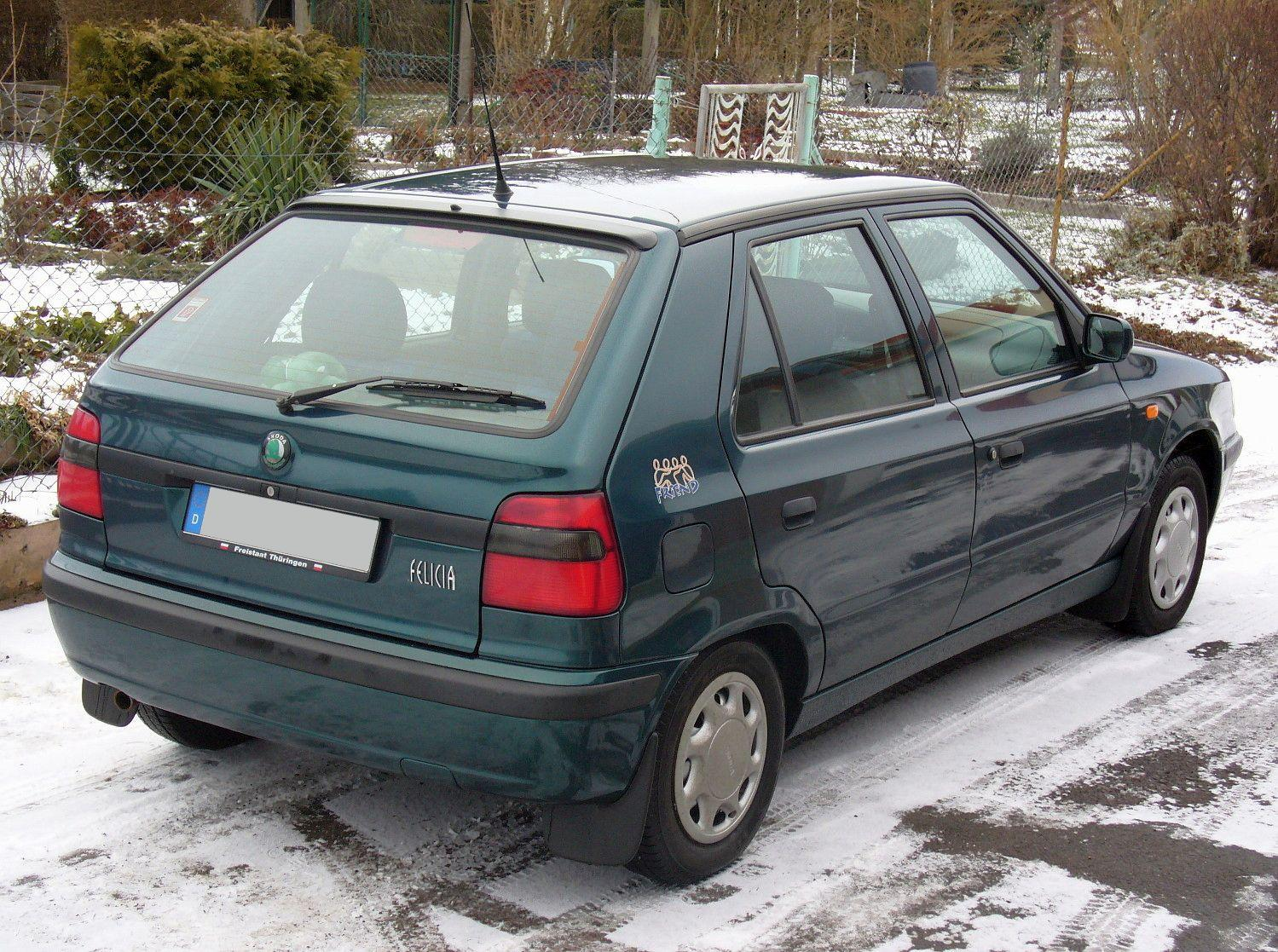
Škoda Felicia I (1998-2001)

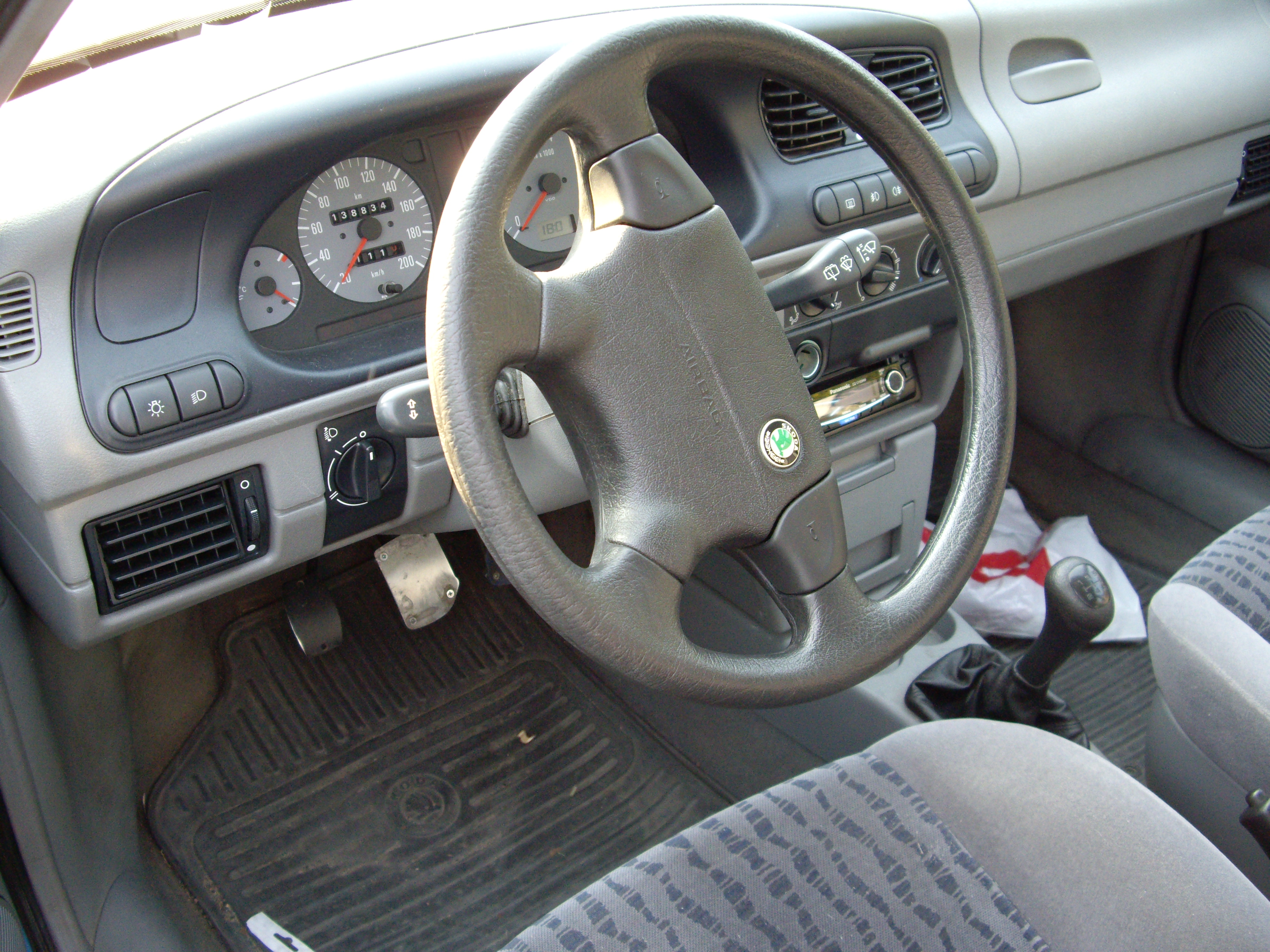
Вигляд салону Škoda Felicia

На початку вісімдесятих з'явилася Škoda Favorit. Дизайн кузова розробляли на знаменитому італійському ательє Bertone, конструкція шасі була чеською. Автомобіль вийшов непоганий, користувався стійким попитом. Але наприкінці 90-х економічні проблеми змусили компанію Škoda шукати іноземного партнера: 16 квітня 1991 року було підписано угоду з концерном Volkswagen. Німці розуміли, що відразу випустити сучасний європейський автомобіль під маркою Skoda не вийде. Тому було вирішено модернізувати Favorit, що випускався з 1988 по 1995 роки, і налагодити його серійний випуск до тих пір, поки за допомогою Volkswagen не буде розроблено новий сучасний автомобіль і впроваджено його у виробництво на заводі Škoda.
В конструкцію Favorit було внесено кілька сотень змін, помітно покращилась якість. Колишніми залишилися лише основні агрегати (двигун, трансмісія), а всі інші деталі (кузов, інтер'єр, деталі підвіски та ін.) були новими. Результат модернізації моделі Favorit представили восени 1994 року - це була Škoda Felicia (тип 791). Чотирьохдверний автомобіль з кузовом хетчбек.
У липні 1995 року з'явилася модифікація Felicia Combi, що існувала в двох варіантах - пікап вантажопідйомністю 600 кг і п'ятидверний універсал.
У порівнянні з Favorit, Felicia стала більш обтічної форми. Якість технічного оснащення зросла завдяки застосуванню технологій Volkswagen. Нові задні ліхтарі дозволили розширити проріз п'ятої дверки та опустити його до бампера, зменшивши навантажувальну висоту. Інтер'єр салону був повністю змінений. 
Лінійка силових агрегатів складалася з надійного і невибагливого 1,3-літрового 58 - і 64-сильного двигуна. У 1995 році з'являється модифікація цього двигуна з розподіленим упорскуванням MPI (68 к.с.), а з 1996 року додався 1,6-літровий, теж з розподіленим упорскуванням двигун від VW Golf III потужністю 75 к.с., який наділяє Škoda Felicia майже спортивним темпераментом. Ще один двигун Volkswagen - дизель об'ємом 1,9 л потужністю (64 к.с.), Зате дуже економічний, витрата палива не перевищує 6,2 л/100 км. Коробки передач - тільки механічні.
Універсал Felicia Combi - це той ж хетчбек, але зі збільшеним на 354 мм заднім звисом. П'ята дверка і задні ліхтарі у них цілком однакові. Звичайно, це було зроблено для зниження собівартості, але уніфікація обернулася і недоліком - навантажувальна висота у універсала не менше, ніж у хетчбека.
Пропонувалися два варіанти комплектації: стандартна LX і люксова GLX. У стандартне устаткування версії LX входили: тахометр, електронний годинник, вимикачі зовнішнього освітлення. Дзеркала регулюються вручну, в модифікації GLX - за допомогою електроприводу. Як додаткове устаткування пропонувався гідропідсилювач кермового управління.
Рівень комплектації салону розширили лише в 1998 році, коли зробили модернізацію автомобіля. Кардинальним чином змінили передню частину моделі, зробивши її в стилі престижнішою Octavia: вертикальні прорізи решітки радіатора, хромована окантовка її периметру. Трохи змінилися оформлення салону і комплектації, бампери стали фарбувати в кольори кузова. 
На замовлення встановлювався значний пакет додаткового устаткування, у тому числі кондиціонер, електроприводи регулювання сидінь, дзеркал заднього виду та ін.
Škoda Felicia пропонувалася не тільки з кузовом хетчбек і універсал, існував ще й пікап. Всі кузова оцинковані, досить міцні й довговічні, мають 6-річну гарантію від наскрізної корозії, але все-таки не так добре чинить опір їй, в порівнянні з дорогими іномарками.
У 2000 році випуск автомобіля припинили. На зміну йому прийшла Fabia.

### Двигуни
| Модель            | Двигун              | Об'єм    | Потужність       | Система живлення | Роки випуску |
| ----------------- | ------------------- | -------- | ---------------- | ---------------- | ------------ |
| Бензинові двигуни |                     |          |                  |                  |              |
| 1.3               | Š 791.135 B (Škoda) | 1289 см³ | 40 кВт (54 к.с.) | BMM, пізніше MPI | 1994–2001    |
| 1.3               | Š 791.136 B (Škoda) | 1289 см³ | 50 кВт (68 к.с.) | BMM, пізніше MPI | 1994–2001    |
| 1.6               | AEE (VW)            | 1598 см³ | 55 кВт (75 к.с.) | MPI              | 1994–2001    |
| Дизельні двигуни  |                     |          |                  |                  |              |
| 1.9 D             | AEF (VW)            | 1896 см³ | 47 кВт (64 к.с.) | Дизельна         | 1994–2001    |
| 1. 2.             |                     |          |                  |                  |              |

### Галерея

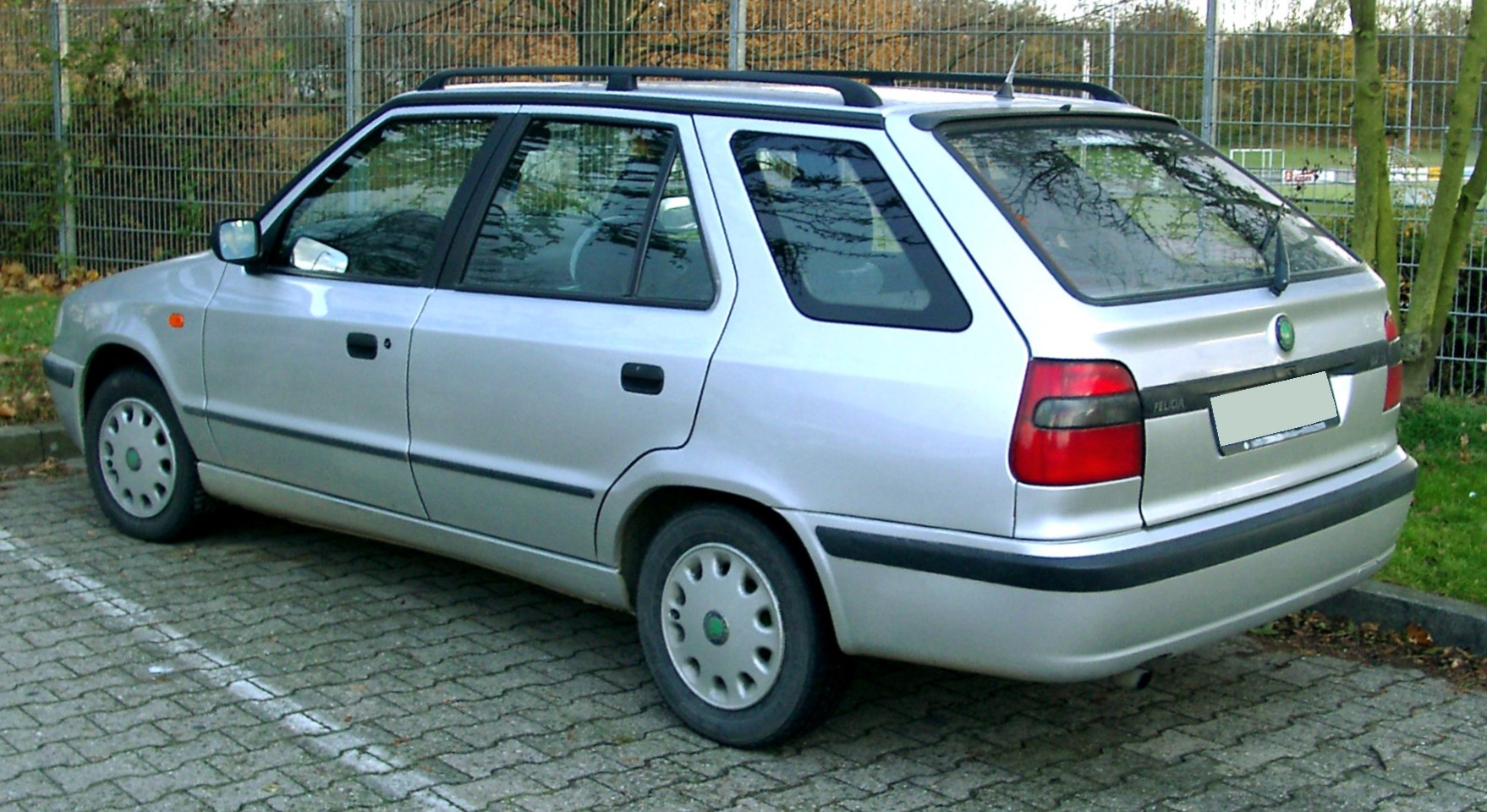
Škoda Felicia Combi (1998–2001)
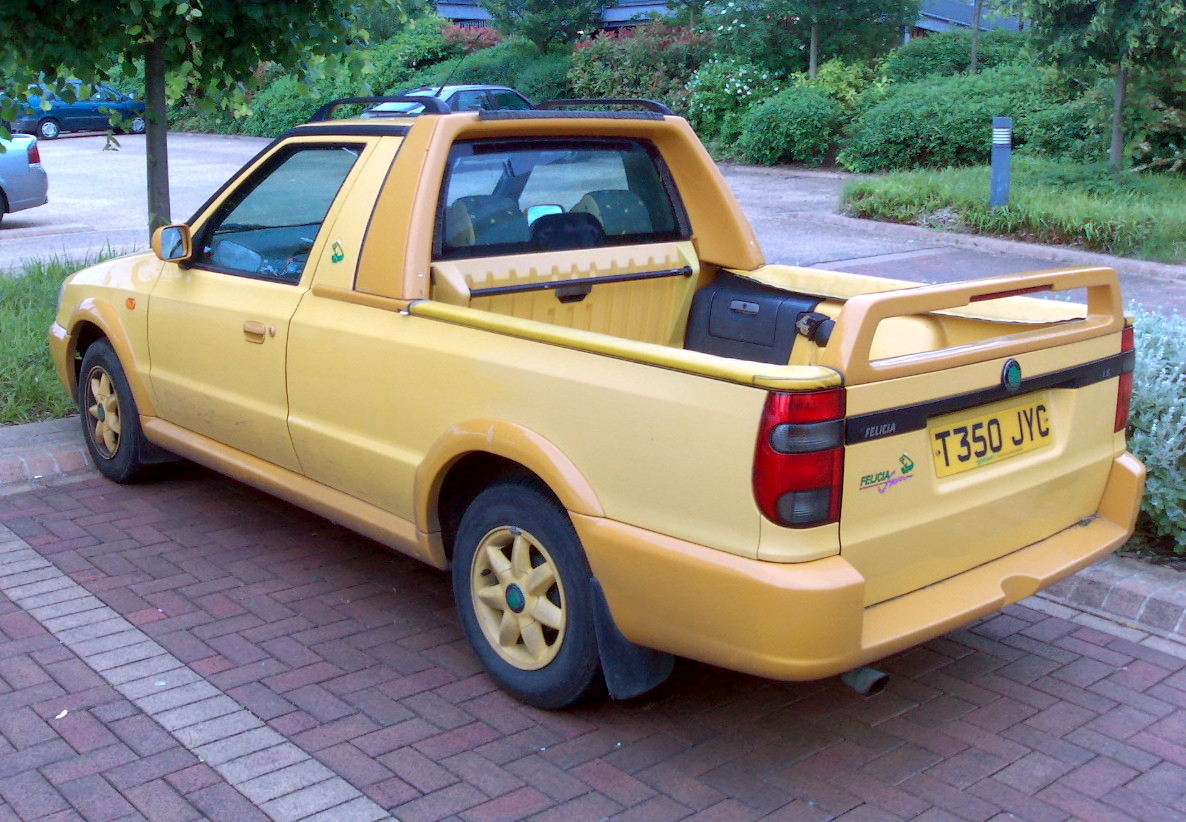
Škoda Felicia Fun (1995–2000)
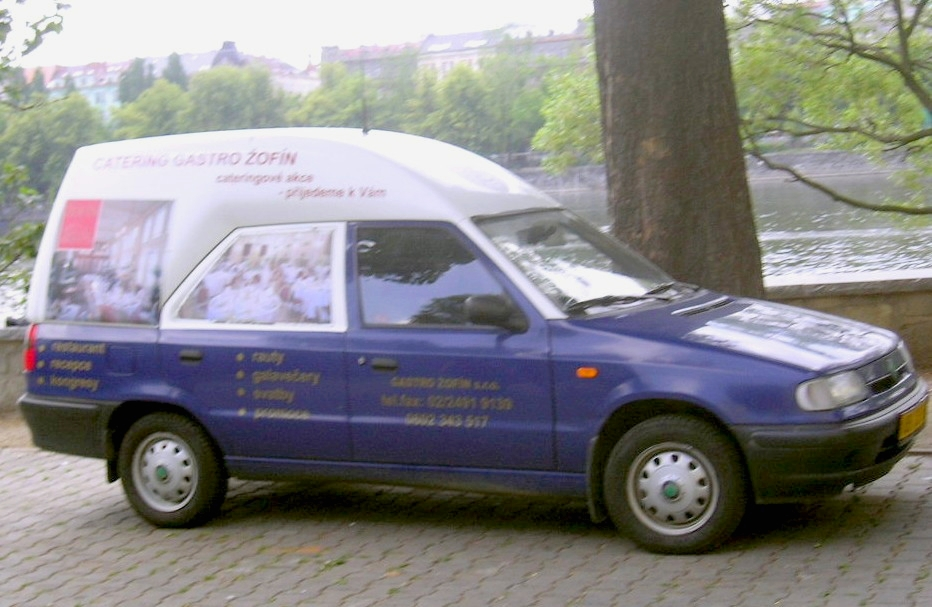
Škoda Vanplus (1995–2000)
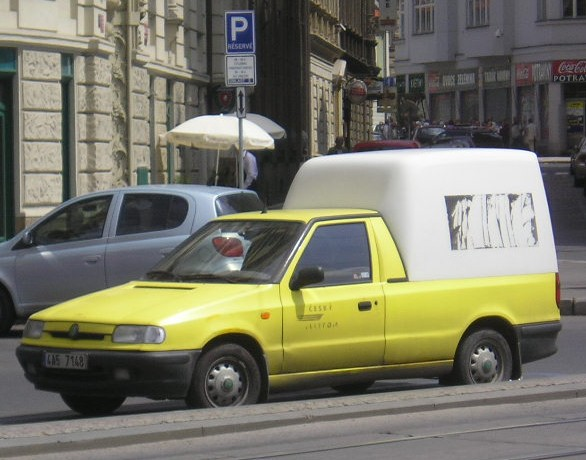
Škoda Pickup (1995–2001)